# Jekaterina Konstantinowna Breschko-Breschkowskaja

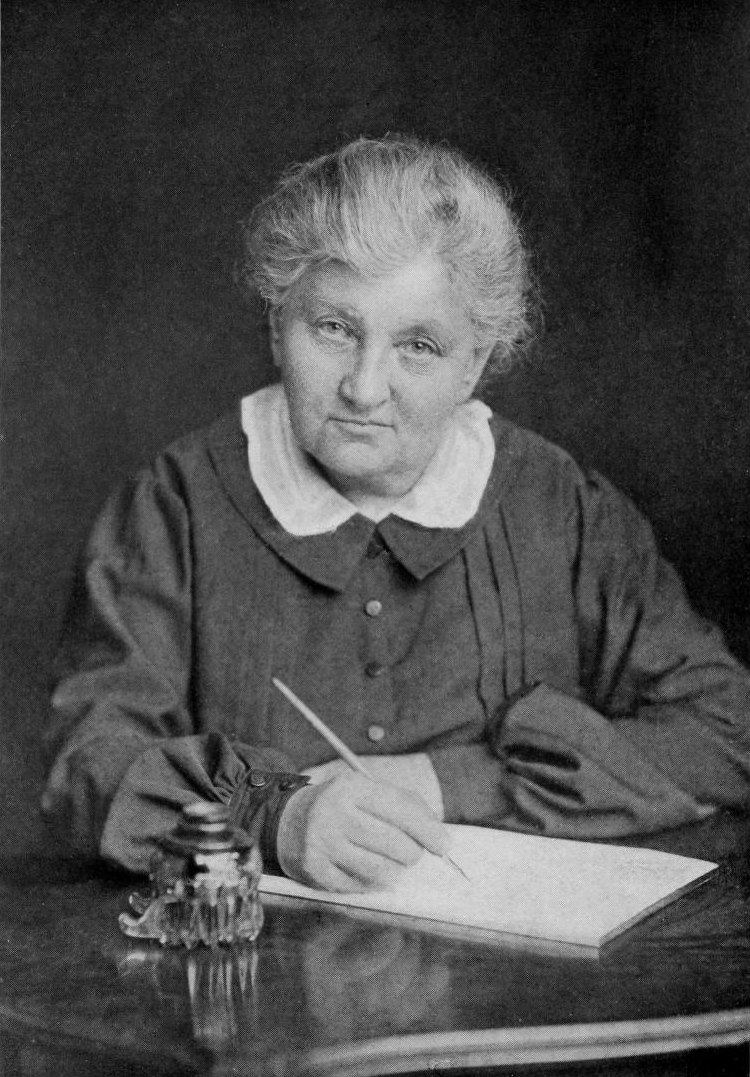
Jekaterina Konstantinowna Breschko-Breschkowskaja (1918)

Jekaterina Konstantinowna Breschko-Breschkowskaja, geboren Jekaterina Konstantinowna Werigo, (russisch Екатерина Константиновна Брешко-Брешковская, Geburtsname russisch Екатерина Константиновна Вериго; * 13. Januarjul. / 25. Januar 1844greg. im Dorf Iwanowo bei Newel; † 12. September 1934 in Chvaly Počernice) war eine russische Revolutionärin.

## Leben
Jekaterina Konstantinowna wurde in eine Adelsfamilie geboren und verbrachte ihre Kindheit und Jugend auf dem Landsitz Lugowez im Ujesd Mglin, wo sie eine häusliche Erziehung erhielt. Sie besuchte ein Mädchengymnasium und half dem Vater bei den Vorbereitungen der Bauernbefreiung aus der Leibeigenschaft und bei der Eröffnung einer Schule, einer Bibliothek und einer Sparkasse. 1868 heiratete sie den Grundherrn N. P. Breschko-Breschkowski.
1873 schloss sich Breschko-Breschkowskaja in Kiew der Kommune Intelligente Jugend an. Durch Pawel Borissowitsch Axelrod kam sie in Kontakt mit dem Kiewer Tschaikowski-Kreis der Narodniki. Im Herbst 1873 ging sie nach St. Petersburg und knüpfte Kontakte mit den dortigen Tschaikowskianern und anderen revolutionären Gruppen. 1874 ging sie mit Narodniki in die ländlichen Ujesds der Gouvernements Kiew, Cherson und Podolien. Sie kam in Kontakt mit den Stundisten. Im September 1874 wurde sie verhaftet und kam zunächst in das Gefängnis von Brazlaw, dann nach Hajssyn und schließlich nach Kiew. 1875 wurde sie in das Untersuchungsgefängnis St. Petersburg und 1876 in die Trubezkoi-Bastion der Peter-und-Paul-Festung verlegt. Im Prozess der 193 von Oktober 1877 bis Januar 1878 wurde sie zu 5 Jahren Katorga unter Anrechnung ihrer bisherigen Gefängnishaftzeit mit anschließender Verbannung verurteilt.
1878 kam Breschko-Breschkowskaja in das Katorga-Lager an der Kara, einem Nebenfluss der Schilka in Ostsibirien. 1879 wurde sie nach Entlassung aus der Katorga in eine Ansiedlung in der Tschitanskaja Wolost des Ujesd Bargusin geschickt. Im Frühjahr 1881 ergriff sie die Flucht zusammen mit Nikolai Sergejewitschj Tjutschew, I. L. Liwnew und K. J. Schamarin, jedoch wurden sie wieder eingefangen. Breschko-Breschkowskaja wurde zu 4 Jahren Katorga und Auspeitschung verurteilt. 1882 kam sie zurück an die Kara, wo die Auspeitschung entfiel. 1884 wurde sie in eine Ansiedlung bei Turuntajewo und dann wegen ihrer Erkrankung in die Stadt Selenginsk verlegt. 1891 wurde sie in den Bauernstand versetzt mit Aufenthaltsrecht in ganz Sibirien. 1892–1896 lebte sie in Irkutsk und schrieb für ein Zeitung. 1896 ging sie nach Tomsk und dann nach Tobolsk.
1896 wurde Breschko-Breschkowskaja anlässlich der Krönung Nikolaus II. amnestiert. Sie kehrte zurück und kam über Moskau, Tschernihiw nach Minsk, wo ihr jüngerer Bruder Wassili Konstantinowitsch Werigo in der Akzise-Verwaltung arbeitete. Sie wurde mit Grigori Andrejewitsch Gerschuni bekannt, mit dem sie an der Gründung der Arbeiterpartei der politischen Befreiung Russlands 1897 in Wilna mitwirkte. Sie gehörte dann zu den Organisatoren der Partei der Sozialrevolutionäre (SR). Nach ihrer Meinung trugen die Aktivitäten der SR-Kreise zu den Bauernunruhen 1901–1902 im Süden des Landes bei. 1901 unterstützte sie Gerschuni bei der Bildung der SR-Kampfgruppen. Sie war die geistige Führerin und beteiligte sich aber nicht selbst an den Terrorakten. 1902 traf sie sich in Wologda mit den SR-Terroristen Boris Wiktorowitsch Sawinkow, Iwan Platonowitsch Kaljajew und Jegor Sergejewitsch Sosonow.
1903 wich Breschko-Breschkowskaja wegen einer drohenden Verhaftung ins Ausland aus und reiste über Odessa nach Rumänien und weiter in die Schweiz. Sie gehörte zu den SR-Führungsorganen und beteiligte sich an der Ausbildung der Propagandisten. Im August 1904 nahm sie am VI. Internationalen Sozialistenkongress der zweiten Internationale in Amsterdam teil. Danach reiste sie im Oktober zusammen mit Chaim Schitlowsky in die USA, um Mittel für die Partei zu sammeln und die Lage in Russland und die Position der Revolutionäre bekannt zu machen.
1905 kehrte Breschko-Breschkowskaja nach Russland zurück und beteiligte sich im Untergrund an den Aktionen der Februarrevolution. 1907 wurde sie von Jewno Fischelewitsch Asef verraten und 1910 zur Verbannung verurteilt. Sie unterstützte Alexander Fjodorowitsch Kerenski, der sie nach der Februarrevolution 1917 amnestierte und vorrangig aus der Verbannung zurückholte, und seine Provisorische Regierung. Im August 1917 nahm sie an der „Großen Staatskonferenz“ teil. Die Oktoberrevolution lehnte sie ab.
Ende 1918 verließ Breschko-Breschkowskaja das Land und reiste über Wladiwostok und Japan in die USA. Sie lebte dann in Frankreich und ab 1923 in der Tschechoslowakei. Als sie in dem damals tschechoslowakischen Uschhorod lebte, organisierte sie die prorussische Karpatorussische Arbeiterpartei. Mit anderen gründete sie die Gesellschaft für Schulhilfe und errichtete mit Mitteln US-amerikanischer russophiler Organisationen zwei kostenfreie Männerwohnheime in  Uschhorod und ein Frauenwohnheim in Mukatschewo für etwa 100 Studenten. Wegen ihrer sich verschlechternden Gesundheit zog sie sich 1930 auf einen Bauernhof bei Prag zurück. An ihrer Beerdigung nahm Kerenski teil, und Präsident Tomáš Garrigue Masaryk schickte einen Kranz.
Breschko-Breschkowskajas Sohn war der Schriftsteller Nikolai Nikolajewitsch Breschko-Breschkowski.